# 上田浩二
上田 浩二（うえだ こうじ、1947年1月1日 - ）は、日本のドイツ文化研究者、同時通訳者、翻訳者。筑波大学名誉教授、ドイツ語学院ハイデルベルク学院長。専門はドイツ演劇･ドイツ映画、ドイツ近・現代文化史、日独比較文化研究。

## 経歴
1970年東京大学教養学部教養学科ドイツ分科卒業、1973年同大学院比較文学比較文化専攻博士課程中退。1972年早稲田大学語学教育研究所講師、助教授、1986年教授、1993年筑波大学現代語・現代文化学系教授。2004年 ベルリン日独センター副事務総長。2007年 ケルン日本文化会館（国際交流基金）館長。2011年-2016年 獨協大学外国語学部ドイツ学科特任教授。2011年- ドイツ語学院ハイデルベルク学院長。
- ベルリン自由大学、ウィーン大学に留学。1983年ウィーン大学、1996年ベルリン自由大学客員教授。
- 1985-1999年 ＮＨＫラジオ・テレビドイツ語講座講師。
- 1993-2003年 東京ゲーテ・インスティトゥートの通訳コース・翻訳コース担当。
- 2011年12月 ドイツ連邦共和国功労勲章叙勲。

## 著書
- 『ふれあいのドイツ語』白水社 1992
- 『NHK気軽に学ぶドイツ語』日本放送出版協会 1993
- 『ドイツ語はじめの一歩』（ちくま新書）1995年
- 『コレクション・ドイツ語 2(初級)』白水社 1996
- 『ウィーン　―「よそもの」がつくった都市』（ちくま新書）1997年

### 共著
- 『戦時下日本のドイツ人たち』荒井訓と共著（集英社新書）2003年
- 『基本表現80で身につくドイツ語』ドイツ語学院ハイデルベルク共著 かんき出版 2003

### 共編著
- 『デイリーコンサイス独和辞典』（三省堂）1981年
- 『ドイツハンドブック』（三省堂）1984年
- 『ドイツ基本熟語辞典』（白水社）2000年
- 『デイリーコンサイス独和・和独辞典』（三省堂）2000年
- 『和独大辞典』（ミュンヘン・ユディツィウム社）第１巻 2009年、第２巻 2015年

### 翻訳
- ホルヴァート『秘密義勇軍兵士スラデク』（戯曲）1972年
- フォステル『ウルムの内外ウルムをめぐる』（戯曲）1972年
- ホルヴァート『神なき青春』ホルヴァート著作集 三修社 1987
- ヨーゼフ・ハスリンガー『オペラ座毒ガス殺人事件』監訳 筑摩書房 1995
- アルノ・グリューン『人はなぜ憎しみを抱くのか』集英社新書、2005年、渡辺真理と共訳
- ヘルベルト・フォアグリムラー, ウルズラ・ベルナウアー, トーマス・シュテルンベルク『天使の文化図鑑』渡辺真理共訳 東洋書林 2006
- セルジウス・ゴロウィン,ミルチャ・エリアーデ,ジョゼフ・キャンベル『世界の神話文化図鑑』渡辺真理共訳 東洋書林 2007